# Le Râteau
Le Râteau (3.809 m s.l.m. - traduzione letterale in italiano Il rastrello) è una montagna del massiccio des Écrins, nelle Alpi del Delfinato. Si trova sul confine tra i dipartimenti dell'Isère e delle Alte Alpi.

## Caratteristiche

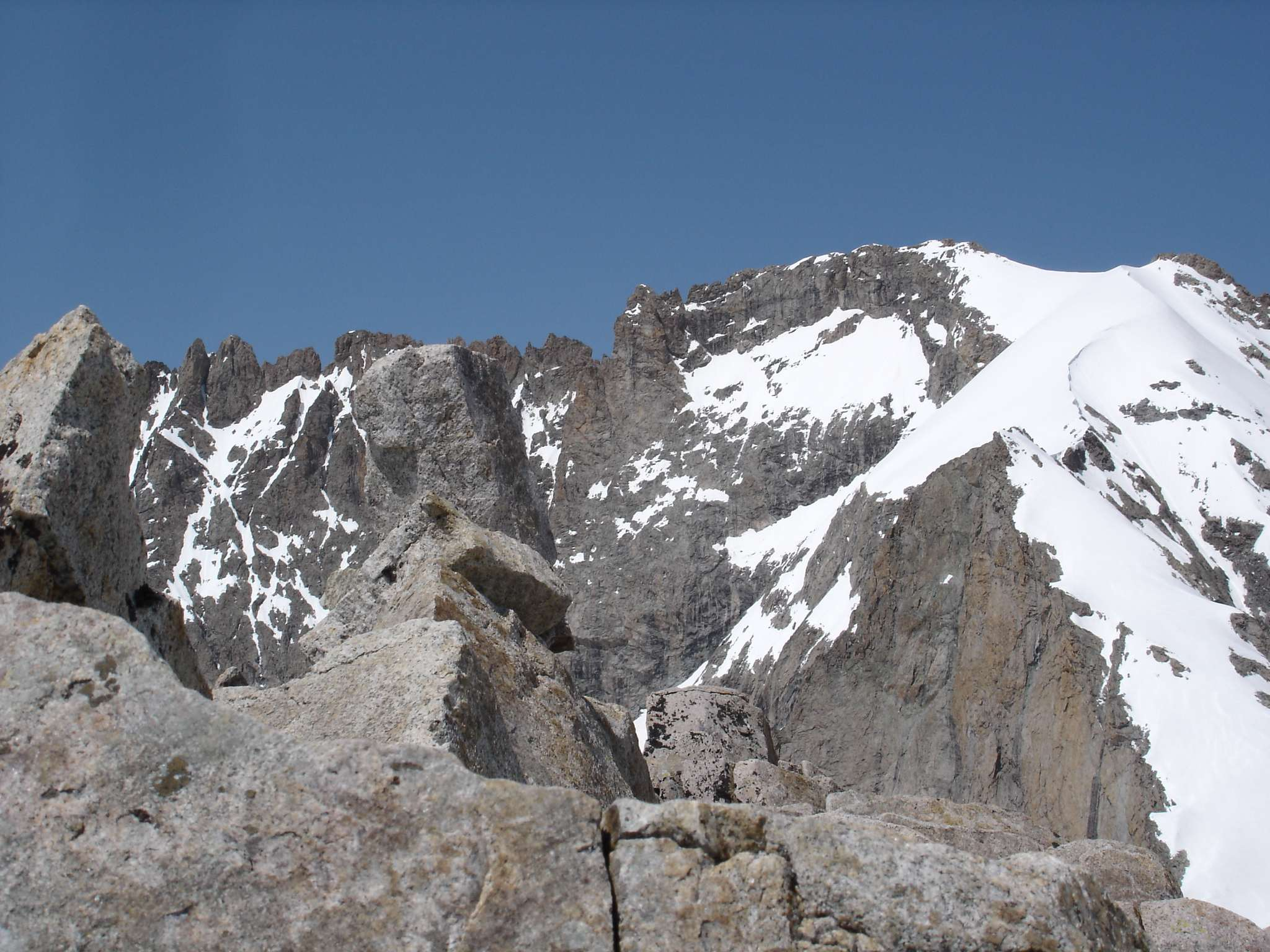
Versante sud della montagna.

Domina il paese di La Grave a nord; la valle selvaggia de La Selle (detto anche Vallone del Diavolo a sud; la valle della Romanche (dal quale assieme alla Meije ed al Pic Gaspard ne divide la valle da quella del Vénéon).
Questa cima è in prossimità della Meije, dalla quale è separata mediante la Breccia della Meije (altezza 3357 m.s.l.m.). Il suo nome deriva dall'aspetto che assume di un rastrello o di un pettine con molti denti che fanno sì che sia possibile suddividere e distinguere in due parti la sommità: la cima est (altezza 3809 m) e la cima ovest (3769 m).

## Salita alla vetta
La salita alla cima si svolge su una bella cresta di alta montagna, su roccia e neve. Non presenta grandi difficoltà ma richiede conoscenza della montagna e buon allenamento, per ridiscendere rapidamente lungo la stessa via, prima che l'azione del sole pomeridiano la renda pericolosa. La partenza si effettua dal Rifugio de la Selle (2.673 m), tipicamente verso le 3 del mattino.